# Florence (CDP, New Jersey)
 (août 2025).
Florence est une census-designated place située dans le comté de Burlington, dans l’État du New Jersey, aux États-Unis. Lors du recensement de 2020, elle compte 4 704 habitants.